# الیویا نیوتن جان
دِیم الیویا نیوتن جان (انگلیسی: Olivia Newton-John؛ ۲۶ سپتامبر ۱۹۴۸ – ۸ اوت ۲۰۲۲) خواننده، بازیگر و کنشگر استرالیایی زادهٔ انگلستان بود. او به همراه جان تراولتا بازیگرهای اصلی موزیکال گریس (۱۹۷۸) بودند که فیلم و موسیقی‌اش از موفق‌ترین‌های تاریخ هالیوود هستند. نیوتن-جان چهار جایزهٔ گرمی دریافت کرد، ۵ ترانهٔ شمارهٔ ۱ در جدول پُرفروش‌ترین‌های ایالات متحده آمریکا داشت و ۱۰ ترانهٔ دیگر او در زمان انتشارشان جزو ۱۰ آهنگ برتر بیلبورد ۱۰۰تای برتر بوده‌اند. نیوتن-جان با فروش جهانی بیش از ۱۰۰ میلیون از آثارش، یکی از پرفروش‌ترین هنرمندان موسیقی از نیمه دوم قرن بیستم است.
وی در دوره‌ای از زندگی با بیماری سرطان روبه رو شد و با خیریه‌هایی که به مقابله با سرطان می‌پرداختند همکاری داشت. همچنین مرکزی به نام الیویا نیوتن-جان در استرالیا تأسیس شد. او پس از چندین دهه مبارزه با این بیماری بر اثر سرطان سینه درگذشت. اگرچه او بیشتر دوران بزرگسالی خود را در ایالات متحده زندگی می‌کرد، اما خود را استرالیایی می‌دانست.

## بخشی از فیلم‌شناسی
از فیلم‌ها و برنامه‌های تلویزیونی که وی در آن نقش داشت می‌توان به آثار زیر اشاره کرد:
- پخش زنده شنبه شب
- رودخانه برفی
- رقص با ستارگان
- گلی
- امریکن آیدل
- مورفی براون
- فردا-۱۹۷۰
- گریس-۱۹۷۸
- زانادو-۱۹۸۰
- دو مدل از یک نوع-۱۹۸۳
- یک مادر برای کریسمس-۱۹۹۰
- عاشقانه کریسمس-۱۹۹۴
- این مهمونی منه-۱۹۹۶
- ۱ دقیقه-۲۰۱۰
- چند مرد عالی-۲۰۱۱
- بسیار عالی آقای داندی-۲۰۲۰

## درگذشت
اولیویا نیوتن جان ۸ اوت ۲۰۲۲ در سن ۷۳ سالگی درگذشت.